# The Maryland Republican
The Maryland Republican est un journal hebdomadaire et bihebdomadaire fondé en 1809, diffusé à Annapolis dans l'État américain du Maryland.

## Historique
Le 24 juin 1809, John Wester Butler, libraire, éditeur et imprimeur d'Annapolis, fervent membre du Parti républicain-démocrate, écrit à Thomas Jefferson (cofondateur dudit parti) pour lui annoncer la création à Annapolis d'un journal, The Maryland Republican, et lui demander son patronage,. Le premier numéro du Maryland Republican paraît le 17 juin 1809 ; le journal conserve dans le temps son positionnement politique, « républicain » (au sens de « républicain démocrate », par opposition aux membres du Parti fédéraliste).
Le 1er juillet 1811, John W. Butler cède le journal à Jehu Chandler. Selon les catalogues de la Bibliothèque du Congrès, le journal, après avoir pris le titre The Maryland Republican and political and agricultural museum de 1817 à 1826, est publié par Jeremiah Hughes. Probablement à partir de 1867, il devient Maryland Republican and state capital advertiser pour retrouver son titre d'origine, Maryland Republican, en 1883, puis disparaître en 1886.